# Chrysochlamys dependens
Chrysochlamys dependens là một loài thực vật có hoa trong họ Bứa. Loài này được Planch. & Triana mô tả khoa học đầu tiên năm 1860.